# ジャラール・アーレ・アフマド
ジャラール・アーレ・アフマド (ペルシア語: جلال آلاحمد、1923年12月2日 – 1969年9月9日) は、イランの作家、社会思想家。
テヘランの聖職者一族に生まれ、長じてトゥーデ党の一員となる。のち政治を離れ、自国の伝統社会が欧米によって従属化されていくさまを憂え、社会評論『西洋かぶれ』を1962年に著し、イランの知識人たちに大きな影響を与えた。『相互の訪問』など、数編の短編と、『校長』をはじめ3編の中長編小説を刊行した。『地の呪い』では、近代化によって農村がいかに大きな歪みを抱え込んでいくかが如実に描かれている。妻は作家スィーミーン・ダーネシュヴァル。

## 生涯・人物
1923年テヘランのシーア派聖職者の家庭に生まれた。祖父はテヘラン州のターレカーンの出身である。父親は法務省による聖職者の登録・管理に抵抗して公証人を辞している。父親と対立して聖職に就かず、独自に教師・作家の道を歩むことになったジャラールにも幼年時代の宗教的環境は深い精神的影響を投げかけており、権力に対する姿勢は父親譲りだといっても過言ではない。
小学校卒業後、進学を許されずバーザールの徒弟となる。皮売り、電工見習い、時計修理と言った傍に、密かに専門学校の夜学に通った。1年間働いた金で中学校を修了した。1943年であった。その後電工夫になったが、当時は第二次世界大戦期であったために、社会的混乱に巻き込まれていった。
1944年にトゥーデ党員になり、1946年に高等師範学校を修了し、その翌年に教職に就いた。アフマド・キャスラヴィーやムハンマド・マスウードの著作に触れ、登機関誌『世界』を読む。この頃のジャラールは反宗教的意識が強く、アラビア語から「不法なる服喪」を翻訳した。それは二日で全て売り切れたが、その実宗教的なバーザール商人に買い占められ、焚書処分にされたというエピソードがある。党関係の編集活動に携わる一方で、作家サーデク・ヘダーヤトの影響下にあって当時左翼的傾向を持っていた文学誌「ソハン」等に短編をまとめ、1946年に処女作「相互の訪問」を発表した。この頃詩人ニーマー・ユーシジを知った。
1947年にトゥーデ党が分裂すると、ジャラールは党内右派ハリール・マレキーのグループに参加した。この頃は政治的沈黙期と言われる。この間にジャラールは、アンドレ・ジッド、カミュ、サルトル、ドストエフスキーの著作の翻訳を行う傍ら、1947年に「我らの苦しみ」、1948年に「セタール」といった小説を発表した。1950年にスィーミーン・ダーネシュヴァルと結婚した。
モサッデグ時代に入ると、再び政治世界に入った。国民戦線の一柱である「第三勢力」のメンバーとなり、『第三勢力』紙、『知識人と人生』誌等の編集に着手した。しかし1953年に同志の除名問題で第三勢力から離脱した。1952年には『余計な女』、1954年には『蜜蜂の巣物語』を上梓した。
1953年以後はジャラールの作家としての内省・成熟期といえる。国民戦線の敗北と強いられた政治的沈黙が彼らの新たな文学的再出発を促した。1958年に発表した小説『校長』は、彼の代表的作品となった。その後も勢力的に国内を調査旅行した。地誌的モノグラフ、文学・社会評論、旅行記を相次いで発表した。この時期にテヘラン大学社会学研究所編集主査をつとめた。1960年代から、1960年にルポルタージュ「ペルシア湾の無比の意味：ハールグ島」、1962年に評論『西洋かぶれ』といった彼の第三世界論、民族的伝統文化再認識の論調が前面に現れた。これと並行するように1961年には小説『Nとペン』、1966年に「メッカ巡礼記」といった、宗教的ルーツ探求の姿勢も強まってきた。特に1963年の白色革命の進展に伴い、文学、評論を問わずこの作家の著作にいよいとシニシズムと苛立ちが目立ち始め、最後の『地の呪い』は、1950年代の『校長』に、『西洋かぶれ』のイデオロギーを盛ったともいえるような作品であり、強権による一方的な近代化政策に対するアンチテーゼの様相も呈している。
しかし1969年ギーラン州アラーサムの山小屋で急死した。享年46歳であった。

## 代表的な著作
- 『相互の訪問』(1946)
- 『校長』(1958)
- 『西洋かぶれ』(1962)
- 『知識人の奉仕と裏切り』(1965)
- 『地の呪い』(1967)

## 文学賞
ジャラール・アーレ・アフマド文学賞は、2008年以来毎年刊行されているイランの文学賞である。毎年、ジャラールに行われ、選ばれたイラン作家は賞が贈られ、 最優秀賞には、110ものバハール・アーザーディ・ゴールド・コイン（約 33,000ドル）が贈られる。 近年では最優秀賞は出ておらず、他の受賞者は25コインを受け取っている。 文学賞のカテゴリーには、「長編小説」、「短編小説」、「文学批評」、「歴史・ドキュメンタリー」がある この賞は、2005年に文化革命最高評議会によって承認され、第一回は2008年に行われた。